# Chris Dickerson (Bodybuilder)
Chris Dickerson (* 25. August 1939 in Montgomery, Alabama; † 23. Dezember 2021 in Fort Lauderdale, Florida) war ein US-amerikanischer Bodybuilder.

## Biographie
Nach seiner Schulausbildung studierte Dickerson Musik. Neben seiner Musikausbildung war Dickerson sportlich engagiert. Seit über 30 Jahren betrieb er Bodybuilding. Dickerson gewann den Bodybuilder-Wettbewerb Mr. Olympia (IFBB). Des Weiteren errang er viele Bodybuildingtitel weltweit. In den 1980er Jahren trainierte Dickerson viel mit Bill Pearl. 2000 wurde Dickerson in die IFBB Hall of Fame aufgenommen.
Zuletzt lebte Dickerson in Florida, wo er als Trainer Athleten ausbildete. Dort starb er im Dezember 2021 im Alter von 82 Jahren an Herzversagen.

## Bodybuilding Titel
- 1966 Mr North America - AAU, 2. Platz
- 1966 Mr New York State - AAU, Overall Sieger
- 1966 Mr Eastern America - AAU, Overall Sieger
- 1966 Mr Atlantic Coast - AAU, Overall Sieger
- 1966 Junior Mr USA - AAU, Most Muscular, 1. Platz
- 1966 Junior Mr USA - AAU, Sieger
- 1967 Mr California - AAU, Sieger
- 1967 Mr America - AAU, Most Muscular, 4. Platz
- 1967 Mr America - AAU, 6. Platz
- 1967 Junior Mr America - AAU, Most Muscular, 5. Platz
- 1967 Junior Mr America - AAU, 4. Platz
- 1968 Mr USA - AAU, Most Muscular, 2. Platz
- 1968 Mr USA - AAU, Sieger
- 1968 Mr America - AAU, Most Muscular, 3. Platz
- 1968 Mr America - AAU, 3. Platz
- 1968 Junior Mr America - AAU, 3. Platz
- 1969 Mr America - AAU, 2. Platz
- 1969 Junior Mr America - AAU, 2. Platz
- 1970 Universe - NABBA, Short, 1. Platz
- 1970 Mr America - AAU, Most Muscular, 1. Platz
- 1970 Mr America - AAU, Sieger
- 1970 Junior Mr America - AAU, Most Muscular, 1. Platz
- 1970 Junior Mr America - AAU, Sieger
- 1971 Universe - NABBA, Short, 1. Platz
- 1973 Universe - NABBA, Short, 1. Platz
- 1973 Universe - NABBA, Overall Sieger
- 1973 Pro Mr America - WBBG, Sieger
- 1974 Universe - Pro - NABBA, Short, 1. Platz
- 1974 Universe - Pro - NABBA, Overall Sieger
- 1975 World Championships - WBBG, 2. Platz
- 1975 Universe - Pro - PBBA, 2. Platz
- 1976 Universe - Pro - NABBA, Short, 2. Platz
- 1976 Universe - Pro - NABBA, 3. Platz
- 1976 Olympus - WBBG, 4. Platz
- 1979 Olympia - IFBB, Lightweight, 4. Platz
- 1979 Grand Prix Vancouver - IFBB, 2. Platz
- 1979 Canada Pro Cup - IFBB, Sieger
- 1979 Canada Diamond Pro Cup - IFBB, 2. Platz
- 1980 Pittsburgh Pro Invitational - IFBB, 2. Platz
- 1980 Olympia - IFBB, 2. Platz
- 1980 Night of Champions - IFBB, Sieger
- 1980 Grand Prix New York - IFBB, Sieger
- 1980 Grand Prix Miami - IFBB, Sieger
- 1980 Grand Prix Louisiana - IFBB, 2. Platz
- 1980 Grand Prix California - IFBB, Sieger
- 1980 Florida Pro Invitational - IFBB, Sieger
- 1980 Canada Pro Cup - IFBB, Sieger
- 1981 Professional World Cup - IFBB, 2. Platz
- 1981 Olympia - IFBB, 2. Platz
- 1981 Night of Champions - IFBB, Sieger
- 1981 Grand Prix World Cup - IFBB, 2. Platz
- 1981 Grand Prix Washington - IFBB, Sieger
- 1981 Grand Prix New York - IFBB, Sieger
- 1981 Grand Prix New England - IFBB, 2. Platz
- 1981 Grand Prix Louisiana - IFBB, Sieger
- 1981 Grand Prix California - IFBB, Sieger
- 1982 Olympia - IFBB, Sieger
- 1984 Olympia - IFBB, 11. Platz
- 1990 Arnold Classic - IFBB, 8. Platz
- 1994 Olympia - Masters 50+ - IFBB, 4. Platz